# Список главных тренеров матча всех звёзд АБА
Это список главных тренеров матча всех звёзд АБА.
Матч проходил в формате звёзды Восточного дивизиона против звёзд Западного дивизиона с 1968 по 1975 годы. На матче всех звёзд 1976 года встречались «Денвер Наггетс» и все остальные звёзды АБА. Матчи всех звёзд проводились до объединения АБА с НБА в 1976 году. 
По четыре раза главными тренерами матча всех звёзд назначались наставники, возглавляющие команды «Кентукки Колонелс» и «Юта Старз». По три раза главными тренерами выбирались Ларри Браун и Бэйб Маккарти.

## Легенда
| *          | Избраны в Зал славы баскетбола |
| Тренер (X) | Сколько раз тренер выбирался   |
| Тренер     | Выделены тренеры-победители    |

## Главные тренеры матча всех звёзд
| Год  | Главный тренер    | Команда           | Прим. |
| ---- | ----------------- | ----------------- | ----- |
| 1968 | Джим Поллард      | Миннесота Маскис  | [ 1 ] |
| 1969 | Джин Роудс        | Кентукки Колонелс | [ 2 ] |
| 1970 | Бобби Леонард*    | Индиана Пэйсерс   | [ 3 ] |
| 1971 | Эл Бьянки         | Виргиния Сквайрз  | [ 4 ] |
| 1972 | Джо Маллэни       | Кентукки Колонелс | [ 5 ] |
| 1973 | Ларри Браун*      | Каролина Кугэрз   | [ 6 ] |
| 1974 | Бэйб Маккарти (3) | Кентукки Колонелс | [ 7 ] |
| 1975 | Кевин Логери      | Нью-Йорк Нетс     | [ 8 ] |

| Год  | Главный тренер       | Команда              | Прим. |
| ---- | -------------------- | -------------------- | ----- |
| 1968 | Бэйб Маккарти        | Нью-Орлеанс Баканирс | [ 1 ] |
| 1969 | Алекс Ханнум*        | Окленд Окс           | [ 2 ] |
| 1970 | Бэйб Маккарти (2)    | Нью-Орлеанс Баканирс | [ 3 ] |
| 1971 | Билл Шерман*         | Юта Старз            | [ 4 ] |
| 1972 | Лейделл Андерсен     | Юта Старз            | [ 5 ] |
| 1973 | Лейделл Андерсен (2) | Юта Старз            | [ 6 ] |
| 1974 | Джо Маллэни (2)      | Юта Старз            | [ 7 ] |
| 1975 | Ларри Браун* (2)     | Денвер Наггетс       | [ 8 ] |

| Год  | Главный тренер   | Команда       | Прим. |
| ---- | ---------------- | ------------- | ----- |
| 1976 | Кевин Логери (2) | Нью-Йорк Нетс | [ 9 ] |

| Год  | Главный тренер   | Команда        | Прим. |
| ---- | ---------------- | -------------- | ----- |
| 1976 | Ларри Браун* (3) | Денвер Наггетс | [ 9 ] |

## Чаще всего выбирались
| Главный тренер   | # | Выборы                             |
| ---------------- | - | ---------------------------------- |
| Ларри Браун*     | 3 | 1973 Восток 1975 Запад 1976 Денвер |
| Бэйб Маккарти    | 3 | 1968; 1971 Запад 1974 Восток       |
| Лейделл Андерсен | 2 | 1972; 1973 Запад                   |
| Кевин Логери     | 2 | 1975 Восток 1976 Звёзды АБА        |
| Джо Маллэни      | 2 | 1972 Восток 1974 Запад             |